# Campeonato Mundial de Corta-Mato de 1979
O 7º Campeonato Mundial de Corta-Mato foi realizado em 25 de Março de 1979 em Limerick, Irlanda. 

## Resultados

### Corrida Longa Masculina

#### Individual
| Medalha | Atleta               | País            | Tempo     |
| Ouro    | John Treacy          | Irlanda         | 37:20 min |
| Prata   | Bronislaw Malinowski | Polónia         | 37:29 min |
| Bronze  | Aleksandr Antipov    | União Soviética | 37:30 min |

#### Equipas
| Medalha | Selecção | Marca   |
| Ouro    | Inglaterra · Julian Goater (9º) · Mike McLeod (14º) · Andy Holden (20º) · Nick Rose (21º) · Bernie Ford (22º) · Nick Lees (33º)                                  | 119 pts |
| Prata   | Irlanda · John Treacy (1º) · Danny McDaid (11º) · Gerry Deegan (43º) · Mick O'Shea (46º) · Donal Walsh (47º) · Tony Brien (50º)                                  | 198 pts |
| Bronze  | União Soviética · Aleksandr Antipov (3º) · Leonid Moseyev (18º) · Yuriy Mikhailov (35º) · Enn Sellik (38º) · Aleksandr Fedotkin (48º) · Vladimir Merkushin (68º) | 210 pts |

### Corrida Júnior Masculina

#### Individual
| Medalha | Atleta          | País            | Tempo     |
| Ouro    | Eddy de Pauw    | Bélgica         | 23:02 min |
| Prata   | Steve Binns     | Inglaterra      | 23:09 min |
| Bronze  | Ildar Denikeyev | União Soviética | 23:20 min |

#### Equipas
| Medalha | Selecção        | Marca  |
| Ouro    | Espanha         | 57 pts |
| Prata   | Inglaterra      | 74 pts |
| Bronze  | União Soviética | 75 pts |

### Corrida Longa Feminina

#### Individual
| Medalha | Atleta          | País            | Tempo     |
| Ouro    | Grete Waitz     | Noruega         | 16:48 min |
| Prata   | Raisa Smekhnova | União Soviética | 17:14 min |
| Bronze  | Ellison Goodall | Estados Unidos  | 17:18 min |

#### Equipas
| Medalha | Selecção | Marca  |
| Ouro    | Estados Unidos · Ellison Goodall (3ª) · Jan Merrill (7ª) · Julie Shea (8ª) · Margaret Groos (11ª)             | 29 pts |
| Prata   | União Soviética · Raisa Smekhnova (2ª) · Svetlana Ulmasova (5ª) · Gyana Romanova (12ª) · Raisa Belusova (29ª) | 48 pts |
| Bronze  | Inglaterra · Ann Ford (9ª) · Penny Yule (15ª) · Paula Fudge (17ª) · Regina Joyce (27ª)                        | 68 pts |